# San José Apupátaro
San José Apupátaro är en ort i Mexiko.   Den ligger i kommunen Peribán och delstaten Michoacán de Ocampo, i den södra delen av landet, 400 km väster om huvudstaden Mexico City. San José Apupátaro ligger 1 301 meter över havet och antalet invånare är 278.
Terrängen runt San José Apupátaro är kuperad. Runt San José Apupátaro är det ganska glesbefolkat, med 42 invånare per kvadratkilometer. Närmaste större samhälle är Peribán de Ramos, 9,0 km öster om San José Apupátaro. I omgivningarna runt San José Apupátaro växer huvudsakligen savannskog.